# U.S. International Classic 2018
U.S. International Classic 2018 – trzecie zawody łyżwiarstwa figurowego z cyklu Challenger Series 2018/2019. Zawody rozgrywano od 12 do 16 września 2018 roku w hali Salt Lake City Sports Complex w Salt Lake City.
Wśród solistów triumfował Kanadyjczyk Nam Nguyen, zaś wśród solistek Japonka Satoko Miyahara. W parach sportowych pierwsze zwycięstwo w zawodach z cyklu Challenger Series odnieśli Amerykanie Ashley Cain i Timothy LeDuc. W konkurencji par tanecznych tytuł sprzed roku obronili reprezentanci gospodarzy, wicemistrzowie świata Madison Hubbell i Zachary Donohue.

## Wyniki

### Soliści
| Poz. | Zawodnik              | Nota łączna | SP | SP    | FS | FS     |
| ---- | --------------------- | ----------- | -- | ----- | -- | ------ |
| 1    | Nam Nguyen            | 213,52      | 1  | 80,28 | 2  | 133,24 |
| 2    | Michal Březina        | 208,27      | 2  | 79,57 | 4  | 128,70 |
| 3    | Jimmy Ma              | 206,10      | 4  | 73,21 | 3  | 132,89 |
| 4    | Vincent Zhou          | 204,62      | 6  | 61,72 | 1  | 142,90 |
| 5    | Slavik Hayrapetyan    | 188,93      | 5  | 69,00 | 6  | 119,93 |
| 6    | Hiroaki Sato          | 176,30      | 9  | 56,34 | 5  | 119,96 |
| 7    | Harrison Jon-Yen Wong | 171,59      | 7  | 57,80 | 7  | 113,79 |
| 8    | Jarosław Paniot       | 165,79      | 3  | 74,97 | 10 | 90,82  |
| 9    | Andrew Dodds          | 160,90      | 10 | 54,77 | 8  | 106,13 |
| 10   | Micah Tang            | 154,90      | 8  | 56,81 | 9  | 98,09  |
| 11   | Jordan Dodds          | 130,13      | 12 | 45,62 | 11 | 84,51  |
| 12   | Chih-Sheng Chang      | 109,64      | 13 | 40,17 | 12 | 69,47  |
| 13   | Yamato Rowe           | 109,55      | 11 | 49,75 | 13 | 59,80  |

### Solistki
| Poz. | Zawodniczka             | Nota łączna | SP | SP    | FS | FS     |
| ---- | ----------------------- | ----------- | -- | ----- | -- | ------ |
| 1    | Satoko Miyahara         | 201,23      | 1  | 67,53 | 1  | 133,70 |
| 2    | Lim Eun-soo             | 187,30      | 2  | 64,85 | 2  | 122,45 |
| 3    | Kim Ye-lim              | 176,65      | 4  | 61,30 | 5  | 115,35 |
| 4    | Yi Christy Leung        | 173,83      | 5  | 58,10 | 3  | 115,73 |
| 5    | Yuna Shiraiwa           | 170,74      | 6  | 55,35 | 4  | 115,39 |
| 6    | Gabrielle Daleman       | 169,15      | 3  | 63,28 | 7  | 105,87 |
| 7    | Courtney Hicks          | 164,58      | 10 | 50,89 | 6  | 113,69 |
| 8    | Akari Nakahara          | 143,07      | 7  | 53,29 | 10 | 89,78  |
| 9    | Brynne McIsaac          | 141,61      | 9  | 51,20 | 9  | 90,41  |
| 10   | Eliška Březinová        | 139,77      | 8  | 51,82 | 11 | 87,95  |
| 11   | Andrea Montesinos Cantu | 138,82      | 12 | 45,61 | 8  | 93,21  |
| 12   | Isadora Williams        | 135,92      | 11 | 48,10 | 12 | 87,84  |
| 13   | Josefin Taljegard       | 110,44      | 14 | 38,58 | 13 | 71,86  |
| 14   | Katie Pasfield          | 105,23      | 13 | 39,52 | 14 | 65,71  |
| 15   | Brooke Tamepo           | 82,42       | 15 | 27,48 | 15 | 54,94  |

### Pary sportowe
| Poz. | Zawodnicy                                   | Nota łączna | SP | SP    | FS | FS     |
| ---- | ------------------------------------------- | ----------- | -- | ----- | -- | ------ |
| 1    | Ashley Cain / Timothy LeDuc                 | 172,05      | 1  | 59,10 | 1  | 113,95 |
| 2    | Audrey Lu / Misha Mitrofanov                | 143,93      | 2  | 57,25 | 2  | 86,68  |
| 3    | Jekatierina Aleksandrowska / Harley Windsor | 142,42      | 3  | 55,79 | 3  | 86,63  |
| 4    | Winter Deardorff / Max Settlage             | 128,91      | 5  | 45,07 | 4  | 83,84  |
| 5    | Camille Ruest / Andrew Wolfe                | 124,17      | 4  | 53,66 | 5  | 70,51  |

### Pary taneczne
| Poz. | Zawodnicy                                | Nota łączna | RD  | RD    | FD  | FD     |
| ---- | ---------------------------------------- | ----------- | --- | ----- | --- | ------ |
| 1    | Madison Hubbell / Zachary Donohue        | 197,42      | 1   | 79,11 | 1   | 118,31 |
| 2    | Christina Carreira / Anthony Ponomarenko | 174,04      | 2   | 68,61 | 2   | 105,43 |
| 3    | Misato Komatsubara / Tim Koleto          | 142,93      | 4   | 53,42 | 3   | 89,51  |
| 4    | Haley Sales / Nikolas Wamsteeker         | 142,48      | 3   | 54,11 | 4   | 88,37  |
| 5    | Karina Manta / Joseph Johnson            | 134,09      | 6   | 49,01 | 5   | 85,08  |
| 6    | Emily Lauren Monaghan / Ilias Fourati    | 126,27      | 5   | 49,54 | 6   | 76,73  |
| 7    | Teodora Markova / Simon Daze             | 115,59      | 7   | 47,45 | 7   | 68,14  |
| WD   | Marie-Jade Lauriault / Romain Le Gac     | DNS         | DNS | DNS   | DNS | DNS    |